# مارسل ویلکه
مارسل ویلکه (انگلیسی: Marcel Wilke؛ زادهٔ ۲۶ ژوئن ۱۹۸۹) بازیکن فوتبال اهل آلمان است.
از باشگاه‌هایی که در آن بازی کرده‌است می‌توان به باشگاه فوتبال کیکرز اوفنباخ و باشگاه فوتبال کمنیتس اشاره کرد.